# كريستوفر كوكس (محرر)
كريستوفر كوكس (بالإنجليزية: Christopher Cox)‏ هو محرر أمريكي، ولد في 1949، وتوفي في 1990.